# 突尼斯省 (奥斯曼帝国)
突尼斯省（阿拉伯语：إيالة تونس），奥斯曼帝国的一个省份（埃亚莱特）。1574年，奥斯曼海军征服突尼斯，终结哈夫斯王朝。1705年，突尼斯独立，成为奥斯曼帝国的附庸国。

## 背景
1534年，奥斯曼海军元帅“卡普丹帕夏”巴巴羅薩·海雷丁帕夏率军征服突尼斯。1535年，西班牙国王卡洛斯一世组织由意大利、德国和西班牙组成的欧洲联军，在热那亚共和国海軍上將安德烈亚·多里亚的率领下重新夺回突尼斯，扶植哈夫斯王朝苏丹重新建国。
1538年，奥斯曼帝国在希腊普雷韦扎海战取得对欧洲基督教联军“神圣同盟”的决定性胜利。1541年，西班牙国王卡洛斯一世率领的阿尔及利亚远征失败，西班牙和威尼斯等地中海主要的欧洲海军强国在应对奥斯曼帝国和北非海盗威胁时越来越吃力。1551年8月，奥斯曼帝国的德拉古特占领的黎波里。1556年，的黎波里帕夏德拉古特率军西征突尼斯，于1558年攻占凯鲁万。皮雅利帕夏与德拉古特还对西班牙地中海沿岸进行突袭，并占领巴利阿里群島。1560年5月9日至14日，杰尔巴海战爆发，西班牙、那不勒斯、西西里和马耳他等组成的欧洲舰队被由皮雅利帕夏率领的奥斯曼舰队击溃，奥斯曼帝国在地中海的势力达到顶峰。
1569年，阿尔及尔贝勒贝伊乌鲁奇阿里率军西征突尼斯，并攻占西班牙殖民要塞戈莱塔和哈夫斯首都突尼斯。1571年，唐·胡安率领神圣同盟舰队取得勒班陀海战的胜利。1573年，唐·胡安夺回突尼斯，并恢复了哈夫斯的统治。1574年，乌鲁奇·阿里重新占领突尼斯，并将哈夫斯王朝的末任苏丹穆罕默德六世押往君士坦丁堡囚禁，哈夫斯王朝正式灭亡。

## 历史

### 设立之初
1574年，奥斯曼帝国重新夺取突尼斯之初，突尼斯属于乌鲁奇·阿里任总督的阿尔及尔贝勒贝伊里克，直至1587年乌鲁奇·阿里去世。1587年，原阿尔及尔贝勒贝伊里克被分为多个省份，突尼斯省正式成立。突尼斯省总督称“帕夏”，设有一个由高级军官和当地知名人士组成的幕僚会议“底万”为帕夏提供建议。

### 迪伊执政
奥斯曼帝国占领突尼斯时从阿尔及尔调遣了4000禁卫军“耶尼切里”驻扎，由高级军官“阿迦”统帅。耶尼切里阿迦下辖多名低级军官“迪伊”，每位迪伊统辖百名士兵。奥斯曼内阁高门并不直接任命突尼斯耶尼切里军队的军官，而是通过其任命的帕夏自行招募。1591年，突尼斯迪伊们起义将阿迦推翻，强迫帕夏承认迪伊领袖的权威。迪伊领袖有众迪伊推举产生，掌管着突尼斯城的治安和军事事务，成为突尼斯的实际掌控者。省底万被解散，在奥斯曼哈纳菲法学家占主导地位的情况下，一些突尼斯马立克法学家也被任命到一些关键职位以安抚当地舆论。耶尼切里迪伊享有广泛的自由裁量权，在行使权力时相当自由，但其影响力最初仅限于突尼斯等城市地区。奥斯曼帝国中央政府尽管仍不时的任命帕夏，但他们均未能取得突尼斯的实权。尤其是在奥斯曼迪伊（1598–1610年在位）和其女婿优素福迪伊（1610–1637年在位）统治时期，突尼斯一度实现长期的政治稳定和经济繁荣，因此迪伊的统治得到了奥斯曼海盗舰长“卡普丹”以及各地贝伊的支持与依赖。优素福迪伊统治时期，突尼斯的各种利益集团开始出现分裂，包括当地的军官与士绅，被解散的底万议员，农村的各个部落，以及远在君士坦丁堡的苏丹都开始对迪伊统治不满。1620年代和1630年代，当地土耳其贝伊设法取得各方的支持，并最终超越迪伊，成为突尼斯的实际统治者。

### 穆拉德王朝
突尼斯贝伊的崛起可以追溯到1613年就职的穆拉德贝伊。1613年拉姆丹贝伊去世后，其继任者、曾与优素福迪伊合作的穆拉德贝伊不仅因参与海盗活动而变得富有，而且从奥斯曼政府获得了突尼斯帕夏的头衔，当时这个头衔仍是礼仪性的，其地位仍然不如优素福迪伊。1631年，穆拉德贝伊去世，其子哈姆达经优素福迪伊同意继任突尼斯贝伊。1640年优素福迪伊去世后，哈姆达贝伊凭借当地名流的支持成为突尼斯的实际统治者，标志着穆拉德贝伊王朝的正式发端。1647年，哈姆达贝伊到达权力巅峰，所有官员均由其任命，并成功控制突尼斯的耶尼切里军队。1659年，哈姆达贝伊被奥斯曼苏丹穆罕默德四世任命为突尼斯帕夏。哈姆达之子穆拉德二世于1666年继位，省底万在其任内恢复运作。1673年，耶尼切里戴伊们再次反叛，但被支持贝伊的一方镇压。在内战中支持贝伊的贝都因部落和突尼斯名流们也因此得到了地位的提升，阿拉伯语恢复为官方使用的语言。不过，为突显其精英地位以及和奥斯曼帝国的联系，穆拉德王朝在中央政府仍使用土耳其语。1695年穆拉德二世去世后，王朝内部爆发王位继承战争。穆拉德二世的儿子和兄弟，突尼斯的多个迪伊，当地突厥民兵，以及阿尔及尔的迪伊们都参与了这场战争。1702年，穆拉德王朝末任贝伊穆拉德三世被耶尼切里阿迦易卜拉欣·谢里夫杀害，穆拉德贝伊王朝正式总结。新任突尼斯贝伊易卜拉欣·谢里夫的统治并未得到突尼斯土耳其人的广泛支持。1705年7月10日，与的黎波里贝伊作战的易卜拉欣·谢里夫在卡夫附近被阿尔及尔迪伊击败并被俘虏。西帕希阿迦侯赛因·本·阿里率残部突围并返回突尼斯，于1705年7月15日继任为新的突尼斯贝伊，开启了突尼斯又一个贝伊王朝——侯赛因王朝。突尼斯尽管在名义上仍受奥斯曼帝国统治，但一般被称为“突尼斯贝伊里克”。

## 政府
突尼斯因远离奥斯曼帝国的政治中心君士坦丁堡，却处在对基督教世界进行的圣战的前沿，拥有极高的自主权，享有广泛的行政自治和独特程度的政治独立。由迪伊、贝伊和底万组成的突尼斯政府能够独立于奥斯曼苏丹而与欧洲国家缔结和平条约和商业协议。建制之初，贝伊负责每年率军两次对突尼斯腹地各部落进行巡视（称麦哈拉），主要任务在全国范围内征收贡赋，并确保各部落与内陆地区的安定，保证突尼斯政府对领土的管理。